# Ján Slovenčiak
Ján Slovenčiak est un footballeur slovaque, né le 5 novembre 1981. Il évolue au poste de gardien de but.